# Single Mothers by Choice
Single Mothers by Choice (SMC) ist ein ursprünglich US-amerikanischer Verein von Frauen, die sich freiwillig für die alleinerziehende Mutterschaft entschieden haben.

## Geschichte des Vereins
Single Mothers by Choice wurde 1981 von der alleinerziehenden Mutter Jane Mattes gegründet. 2006 hatte der Verein 4.000 Frauen als Mitglieder, und war in 24 verschiedenen Städten mit Niederlassungen (sogenannten Chapters) vertreten. International hatte sich der Verein von den USA aus nach Israel und in die Schweiz ausgebreitet.
Typischerweise handelt es sich bei den Vereinsmitgliedern um Frauen in den 30ern oder 40ern, die befürchten, innerhalb ihrer fruchtbaren Jahre keine geeigneten Partner mehr zu finden. Diese Frauen versuchen entweder durch Samenspende ein Kind zu empfangen oder sie adoptieren ein Kind. Dabei nehmen sie bewusst in Kauf, keine finanzielle Unterstützung vom Kindsvater zu erhalten und das Kind möglicherweise dauerhaft allein erziehen zu müssen.